# Национално знаме на Ботсвана
Националното знаме на Ботсвана е прието на 30 септември 1960 г.
Флагът е светлосин, като една черна ивица минава хоризонтално през средата. Около черната ивица има две тънки бели ленти от всяка страна. Пропорциите са 9:1:4:1:9. Синият цвят изразява водата и по-точно дъждът, което идва от мотото на страната. То гласи Pula, което на Тсуана означава „нека има дъжд“. Черните и белите ивици символизират расова хармония, а освен това се отнасят и към зебрата, която присъства в герба на Ботсвана.